# NGC 1550
NGC 1550 (другие обозначения — NGC 1551, UGC 3012, MCG 0-11-55, ZWG 393.1, PGC 14880) — галактика в созвездии Телец.
Этот объект занесён в новый общий каталог несколько раз, с обозначениями NGC 1550, NGC 1551.
Этот объект входит в число перечисленных в оригинальной редакции «Нового общего каталога».
Галактика NGC 1550 входит в состав группы галактик NGC 1550. Помимо NGC 1550 в группу также входят NGC 1542, UGC 2994, UGC 2998, UGC 3002, UGC 3004, UGC 3010 и PGC 14744.